# 陈维东
陈维东是中国漫画编创人、漫画理论家和漫画社会活动家，曾说中国动漫发展多年，始终没有让全球耳熟能详的品牌。中国动漫与欧美日韩相比，差距在于营销模式。

## 作品
《棒槌冒险岛》阿尤&村人画漫画，讲述的是主角棒槌和小强跑到原始社会去的故事。由天津神界漫画有限公司创作的刊载于《儿童故事画报》，由孙继忠和陈维东编创，唐韬和邵宏鹏绘制。全3册。类型是六格漫画作品。
梦骑士